# Nadja Bergnecht
Nadja Bergnecht (República Democrática Alemana) es una nadadora alemana retirada especializada en pruebas de estilo libre, donde consiguió ser campeona mundial en 1986 en los 4x200 metros estilo libre.

## Carrera deportiva
En el Campeonato Mundial de Natación de 1986 celebrado en Madrid (España), ganó la medalla de oro en los relevos de 4x200 metros estilo libre, con un tiempo de 7:59.33 segundos, por delante de Estados Unidos (plata con 8:02.12 segundos) y Países Bajos (bronce con 8:09.59 segundos).